# Matija Evetović
Matija Evetović (Bácsalmás, 1894. február 24. – Szabadka, 1972. július 2.) bunyevác tudós és irodalmár. 4 éves korában Szabadkára költözött a család, majd itt végezte el az elemi iskolát és a gimnázium 6 évét, ezután Travnikba költöztek, és itt érettségizett le. Tanulmányait 1921-ben fejezte be a Zágrábi Egyetemen filozófia szakon, ahol 1923. január 31-én megszerezte a doktori diplomát.
1922-1926 között gimnáziumi tanár, majd Szabadka alpolgármestere volt 2 évig, végül a királyi Jugoszlávia felbomlásáig Szabadka kulturális-szociális részlegének képviselője volt. A második világháború után a szabadkai Fiúgimnázium igazgatója lett, majd 1948-ban a városi múzeumban dolgozott.

## Művei
- Život i rad biskupa Ivana Antunovića, narodnog preporoditelja, Subotica, 1935.
- Život i rad Paje Kujundžića, u: Subotičke novine, god. XXI.-XXII. od br. 36., 6. rujna 1940., do br. 14., 4. travnja 1941.
- Kulturna povijest bunjevačkih i šokačkih Hrvata, u: Klasje naših ravni, od sveska 1.-2., 2002. od sveska 11.-12., 2009.
- Kulturna povijest bunjevačkih i šokačkih Hrvata, Subotica, 2010. - nakladom NIU Hrvatska riječ